# 푸에블라 전투

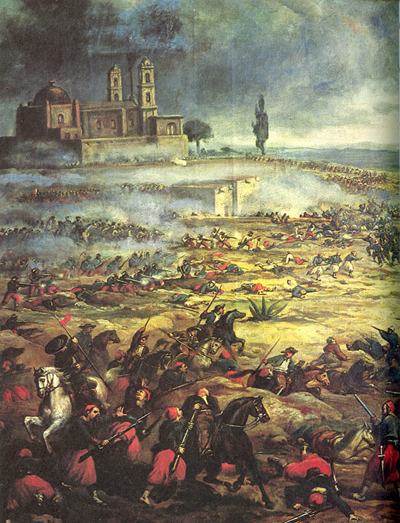
푸에블라 전투

푸에블라 전투(스페인어: Batalla de Puebla, 프랑스어: Siège de Puebla)는 1862년, 5월 5일 멕시코에서 프랑스가 개입하던 당시 푸에블라 근처에서 일어났다. 이 사건은 나폴레옹 3세가 미국에게 빼앗기고 멕시코의 남은 땅을 빼앗기 위해 일으켰다.군대가 모두 흩어져서 불리함에도 불구하고, 전투는 프랑스 점령군에 대항한 멕시코 군대의 승리로 끝났다.그다음 해에도 나폴레옹 3세가 더 쿤 군대를 보냈지만, 멕시코 군대가 승리한다. 오늘날 신코 데 마요(Cinco de Mayo, 5월 5일) 축제 동안 그 승리를 경축한다. 축제 중 하나는 사람들이 멕시코 군대와 프랑스 군대가 싸우는 장면을 연극으로 표현하는 것이다. 마지막에는 역시나 멕시코 군대가 이긴다.

## 배경
1861년 후반 프랑스의 황제 나폴레옹 3세가 이전의 멕시코 정부가 소유한 부채를 징수하기 위해, 스페인의 군대와 함께, 프랑스 군대를 멕시코에 보냈다. 베니토 후아레스 대통령은 이 부채의 무효를 선언했으며 유럽의 열강들에게 아무것도 지불할게 없다고 단언했다. 나폴레옹의 군대는 1861년, 12월 8일에 베라크루스 항구 도시를 점령했다. 직후에, 동행 중이던 영국과 스페인 군대가 고국으로 돌아가면서, 멕시코와 휴전을 하게 되었다.